# Priscilla Morgan
Priscilla Morgan est une actrice de théâtre et de télévision anglaise née en 1934 dans l'Essex. 

## Biographie
Elle a joué au Old Vic Theatre à Londres entre 1951 (d'abord en tant qu'élève) et 1963.
Elle apparaît pour la première fois en 1955 dans Box Thirteen, la troisième des 388 dramatiques de la série ITV Television Playhouse (1955-1967). En 1962, elle joue Charlotte dans la mini-série Oliver Twist et participe  à Benny Hill, la comédie de situation produite par Benny Hill de 1962 à 1963, puis au Benny Hill Show en 1968, au Dick Emery Show entre 1969 et 1970.
En 1980 elle joue Mrs Bennet dans Orgueil et Préjugés sur un scénario de Fay Weldon, d'après le roman de Jane Austen.